# برنار کنئن
برنار کنئن (فرانسوی: Bernard Quennehen‎; ۳۱ مهٔ ۱۹۳۰ – ژانویه ۲۰۱۶) دوچرخه‌سوار اهل فرانسه بود.